# 井宿一
井宿一（μ Gem/雙子座μ），英文名Tejat，是北天星座雙子座的一颗恒星。

## 特性

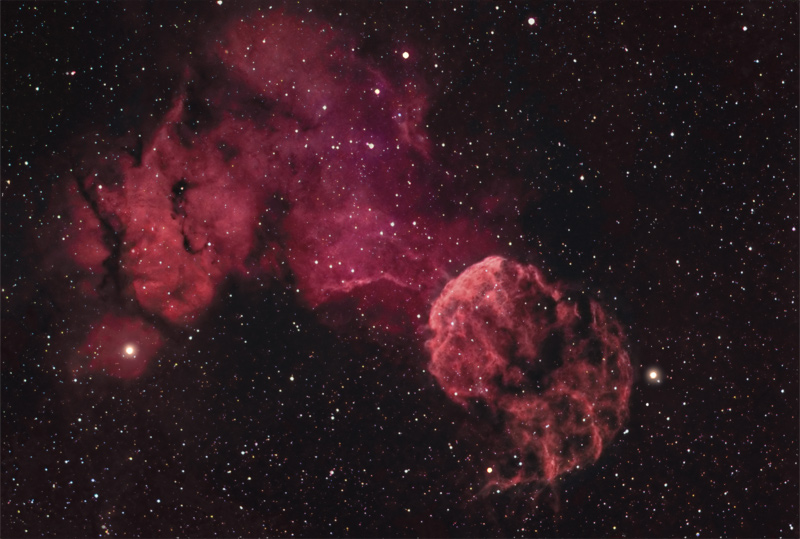
井宿一是左边的恒星, 被S249星云包围。在右边的亮星，靠近IC 443超新星残骸，是双子座η。

井宿一的平均视星等为2.9，為雙子座中第四亮的恒星。因为该星接近黄道，它可以被月球掩星。於依巴谷任務中的视差測量顯示井宿一與地球的距離約為230光年(約71秒差距)。
井宿一是顆LB型慢不規則變星。其亮度在2.75等到3.02等间变化，變化週期為72日,長週期則為2000日。它是一顆屬於恆星光譜M3 III的紅巨星，表面溫度約3,650K，代表着它比太陽更大，但表面溫度卻比太陽為低。该星目前在渐近巨星分支，产生能量的来源是环绕惰性碳氧核心的壳层氢氦聚变。